# Walter William Skeat (Anthropologe)
Walter William Skeat (* 14. Oktober 1866 in Cambridge, England; † 24. Juli 1953 in London) war ein britischer Anthropologe und Kolonialbeamter in Britisch-Malaya. Er forschte und publizierte insbesondere über Volksglauben und Spiritualität bei den Malaien.

## Leben und Wirken
Skeat war der Sohn des Philologen Walter William Skeat, der als Professor für Angelsächsisch an der University of Cambridge lehrte. Er besuchte die Highgate School in London und studierte ab 1884 am Christ’s College der Universität Cambridge Klassische Altertumswissenschaft (Classical Tripos). Er schloss 1888 mit einem Bachelorgrad (second class honours) ab und gewann im selben Jahr die Browne-Medaille für das beste griechische Epigramm, 1892 wurde ihm der Master of Arts verliehen.
Im Mai 1891 trat er in die Kolonialverwaltung des malaiischen Sultanats Selangor ein, das Teil der britisch kontrollierten Federated Malay States war. Er stieg 1898 zum District Magistrate von Larut im Sultanat Perak auf. Skeat leitete 1899/1900 eine ethnographische, botanische und zoologische Forschungsreise der Universität Cambridge in den nordmalaiischen Sultanaten Kelantan und Terengganu, die damals noch unter siamesischer Oberherrschaft standen. Dabei erkrankte Skeat jedoch an Beriberi, er musste den Kolonialdienst quittieren und kehrte nach England zurück.
Ab 1902 arbeitete er in der Verwaltung der University of London. Im Jahr darauf heiratete er Theodora, Tochter des Friedensrichters Henry Duckworth. Von 1914 bis 1932 arbeitete er als Dozent und Museumsführer am British Museum. Er wurde 1951 zum Ehrenmitglied des malaiischen Zweigs der Royal Asiatic Society gewählt.
Als ethnographische Klassiker gelten seine Einführung in Folklore und Volksreligion der Malaiischen Halbinsel (mit dem Titel: Malay Magic, 1900) und das Werk über deren „heidnische Völker“ (mit dem Titel: Pagan Races of the Malay Peninsula, zusammen mit Charles Otto Blagden, 1906).

## Publikationen (Auswahl)
- Malay magic: being an introduction to the folklore and popular religion of the Malay Peninsula (1900) (Digitalisat)
- Pagan Races of the Malay Peninsula (London, Macmillan and Co., 1906)  Digitalisat, Band 1, Band 2
- The Past at Our Doors (1913) (Digitalisat)
- Malay Spiritualism in: Folk-Lore, XIII (1902), S. 134–165 (Digitalisat)